# 北岳文艺出版社
北岳文艺出版社，是中华人民共和国的一个出版社，位于山西省太原市小店区并州南路57号。

## 沿革
1984年，北岳文艺出版社成立，主要出版山西作家作品为主，内容包括当代和现代文学、艺术作品及文艺理论、文艺批评专著等。隶属于山西省出版总社。1990年重新登记注册。1993年3月，因出版张湘霖编《荒诞岁月奇闻录：共和国档案记录》，被封存处罚；同年8月5日，结束停业整顿，恢复营业。